# La Danse de Puck
Pour les articles homonymes, voir Puck.
Pour un article plus général, voir Préludes de Debussy.
La danse de Puck est le onzième prélude du premier livre des Préludes de Claude Debussy. 

## Présentation
La danse de Puck est composé le 4 février 1910,, et créé à Paris le 25 mai 1910, à la Société musicale indépendante, par le compositeur au piano. L'œuvre est également donnée au sein du cycle complet du premier livre des Préludes, le 3 mai 1911 à la salle Pleyel, par Jane Mortier.
Le titre du prélude se réfère à Puck, personnage du Songe d'une nuit d'été (acte II, scène 1) de Shakespeare.

## Analyse et commentaires
La danse de Puck, d'une durée moyenne d'exécution de trois minutes environ, est en mi bémol majeur, Capricieux et léger, à 
.
Le prélude dresse « un délicieux portrait musical du lutin espiègle immortalisé par le Songe d'une nuit d'été de Shakespeare ».
Pour Guy Sacre, c'est « une merveille de grâce et d'esprit : La Danse de Puck [...] rit de son rythme pointé, de ses gammes et arpèges lancés, de ses trilles. Rire empreint de bienveillance ».
Pour Alfred Cortot, le morceau est « capricieux, mobile, ironique, aérien, le subtil génie shakespearien vole, fuit, revient, se joue ici d'un rustre qu'il berne, là d'un couple qu'il abuse, puis, rapide, s'évanouit ».
Musicalement, Éric Lebrun qualifie la partition de « page aérienne et facétieuse en mi , unifiée par un rythme obsédant (double-croche pointée — triple croche) ».
La forme sous-jacente est ternaire, sous une succession de huit sections, et le ton de mi bémol « demeure sous-entendu et ne s'affirme jamais, sans cesse battu en brèche par le ré bémol (ou ut dièse) ». Les harmonies sont « raffinées, parfois bitonales ». Vladimir Jankélévitch remarque qu'« un triolet sarcastique, intervenant en dissonance, essaye à plusieurs reprises d'étrangler la chanson légère dans son nœud coulant ; mais la chansonnette, et avec elle le ton de Mi bémol majeur esquivent la bitonie grinçante ; le lutin, zigzaguant comme un bourdon, rebondit et s'échappe ». À la fin, « le feu follet disparaît dans un éclair de triples croches ».
Dans le catalogue des œuvres du compositeur établi par le musicologue François Lesure, La danse de Puck porte le numéro L 125 (117) no 11.

## Discographie sélective
- Debussy : Piano works Vol. 4, François-Joël Thiollier (piano), Naxos 8.553293, 1998[13].
- Debussy: Préludes, Steven Osborne (piano), Hyperion Records CDA 67530, 2006[14].
- Debussy : Complete Works for Piano, Volume 1, Jean-Efflam Bavouzet (piano), Chandos Records CHAN 10421, 2007[15].
- Debussy : The Solo Piano Works, Noriko Ogawa (piano), BIS Records CD 1955/56, 2012[16].
- Claude Debussy : The complete works, CD 3, Yuri Egorov (piano), Warner Classics, 2018[17].